# Stadio dell'Accademia calcistica di Erevan
Lo stadio dell'Accademia calcistica di Erevan (in armeno Երևանի ֆուտբոլի ակադեմիայի մարզադաշտ?, in inglese FFA Academy Stadium), noto anche come FFA Technical Center-Academy Stadium, Football Academy Stadium o Avan Academy Stadium, è un impianto sportivo di Erevan in Armenia.
Oggi è usato generalmente dal Gandazasar per le sue partite interne di campionato e dalla nazionale femminile, ma talvolta ospita anche le partite di altre squadre di club armene nelle coppe europee, così come di gare di varie nazionali giovanili armene, in particolare dell'Under-19.

## Storia
Composto da un'unica tribuna, è stato inaugurato il 29 aprile 2013 da Taron Margaryan, l'allora sindaco di Erevan.
Nonostante ciò, la prima partita ufficiale presso l'impianto era già stata disputata qualche giorno prima, il 13 aprile, quando il P'yownik ha battuto per 4-0 il Banants.
Nel periodo compreso fra il 2013 e il 2017, infatti, l'impianto è stato lo stadio di casa dello stesso P'yownik. Il Gandazasar lo ha adottato come proprio impianto interno solo successivamente, dal 2018.
Lo stadio è parte di un più ampio centro sportivo che include campi da calcio, campi da tennis, piscine interne ed esterne, un palasport e un hotel. La costruzione di questo centro sportivo è iniziata nel 2007 ed è terminata nel 2010, con l'apertura ufficiale avvenuta in presenza del Presidente della Repubblica Serž Sargsyan, del presidente della UEFA Michel Platini e del Presidente della Federcalcio armena Ruben Hayrapetyan. All'epoca ancora non esisteva l'FFA Academy Stadium, che è stato inaugurato appunto nel 2013 così come altri ulteriori impianti minori, i quali hanno reso questo complesso come uno dei più estesi centri calcistici della Transcaucasia.